# Ольховское сельское поселение (Пермский край)
Ольховское се́льское поселе́ние —  бывшее муниципальное образование в Чайковском муниципальном районе Пермского края Российской Федерации.
Административный центр — посёлок Прикамский.

## История
Статус и границы сельского поселения установлены Законом Пермской области от 9 декабря 2004 года № 1890-413 «Об утверждении границ и о наделении статусом муниципальных образований административной территории города Чайковского Пермского края»
Упразднено в 2018 году вместе с другими поселениями муниципального района путём их объединения в Чайковский городской округ.

## Население
| 2010  | 2012  | 2013  | 2014  | 2015  | 2016  | 2017  |
| ----- | ----- | ----- | ----- | ----- | ----- | ----- |
| 3415  | ↘3360 | ↗3438 | ↘3422 | ↘3405 | ↘3389 | ↘3383 |
| 2018  |       |       |       |       |       |       |
| ↗3391 |       |       |       |       |       |       |

## Состав сельского поселения
| № | Населённый пункт | Тип населённого пункта          | Население |
| - | ---------------- | ------------------------------- | --------- |
| 1 | Каучук           | железнодорожная станция         | 186       |
| 2 | Кемуль           | село                            | 557       |
| 3 | Ольховка         | село                            | ↗1258     |
| 4 | Прикамский       | посёлок, административный центр | ↘1209     |
| 5 | Харнавы          | деревня                         | 219       |
| 6 | Чернушка         | посёлок                         | 26        |